# モナスティル (チュニジア)
モナスティル （Monastir、アラビア語: المـنسـتير ,al-munastîr, ラテン語表記:monasterium, アラビア語チュニジア方言では発音:/lmisti:r/）は、チュニジア北東部の都市。モナスティル県の県都。サヘル地帯にあり、スースの20km南、首都チュニスの162km南にある。伝統的な漁港であり、現在はチュニジア有数の観光地である。人口はおよそ71,546人（2005年）。 
スースとの間のモナスティル・ハビーブ・ブルギーバ国際空港の南側にある塩湖群は腐肉食の魚類およびツクシガモ、セイタカシギ、ソリハシセイタカシギ、キアシセグロカモメ、コアジサシなどの水鳥の生息地で、2012年にラムサール条約登録地となった。 

## 歴史
モナスティルの名は、ラテン語のモナステリウム（monasterium、修道院）に由来する · 。モナスティルは、フェニキア時代から古代ローマ時代にかけてあったルスピナの都市の廃墟の上に建設された。アラブ人が最初イフリーキーヤに植民地を建設した際、ケルアンやスースとともにその一部を構成した。市内には保存状態の良いリバートがあり、かつては敵国の船がいないか海を監視する場所であった。幾人かのウラマーが、瞑想にふけるためこの平穏な都市のリバートに滞在するためやってきた。リバートは、モンティ・パイソンの映画『ライフ・オブ・ブライアン』の撮影場所にもなった。

## 交通
モナスティルにはモナスティル・ハビーブ・ブルギーバ国際空港があり、西欧諸国との国際線がある。

## その他
メディナの北側に広大なシーディ・マザリ墓地があり、マークリ派法学者のマーザリーが埋葬されていることからその名がついている。これに隣接して金色のドームをもつブルギーバ廟かがある。チュニジア初代大統領ハビーブ・ブルギーバはモナスティル出身で、彼の霊廟はこの地に建てられている。ブルギーバ大統領一族を祭る墓として、1963年に建設された。

## 姉妹都市
- ミュンスター、ドイツ

## ギャラリー

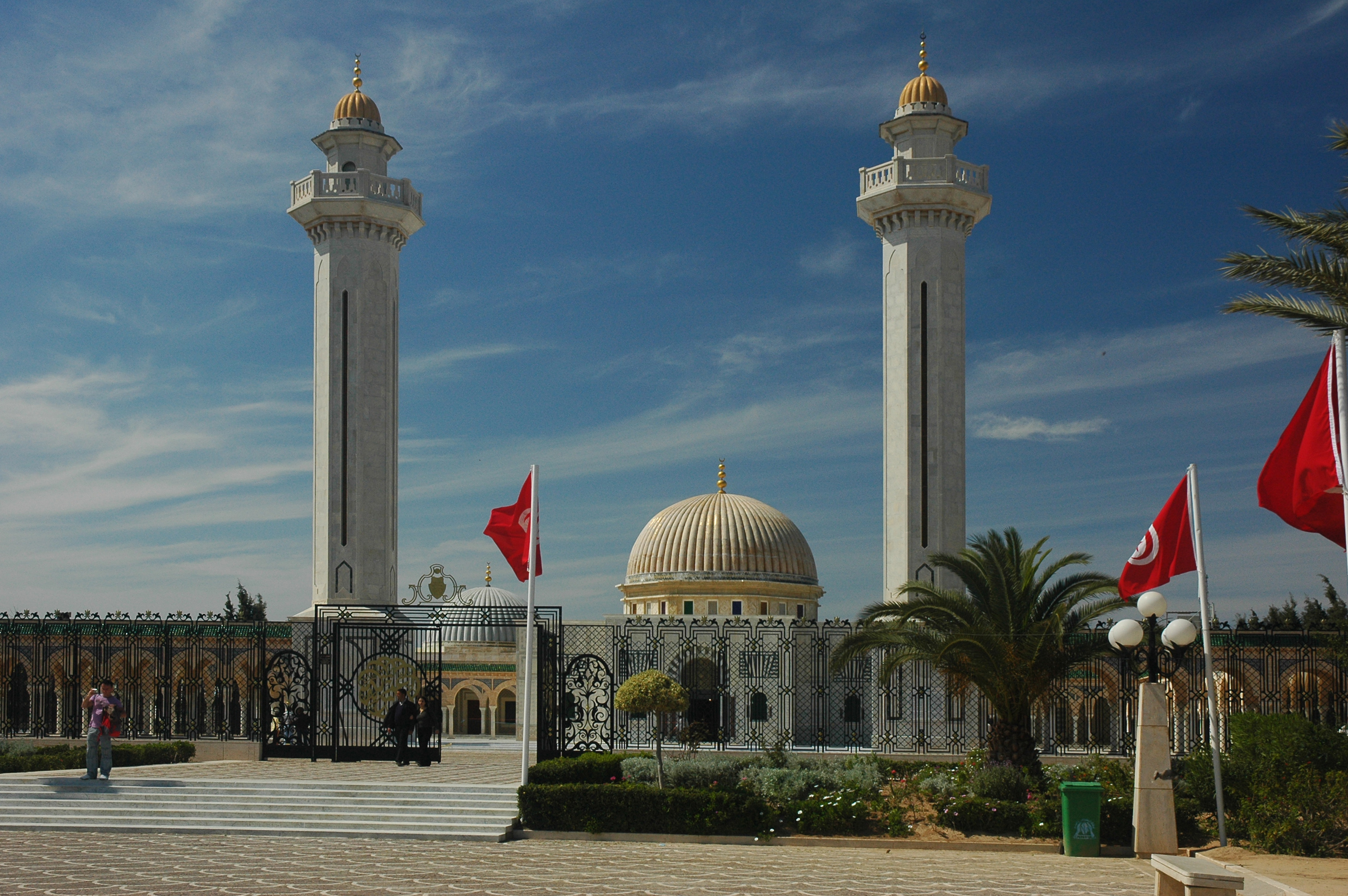
ブルギーバの霊廟
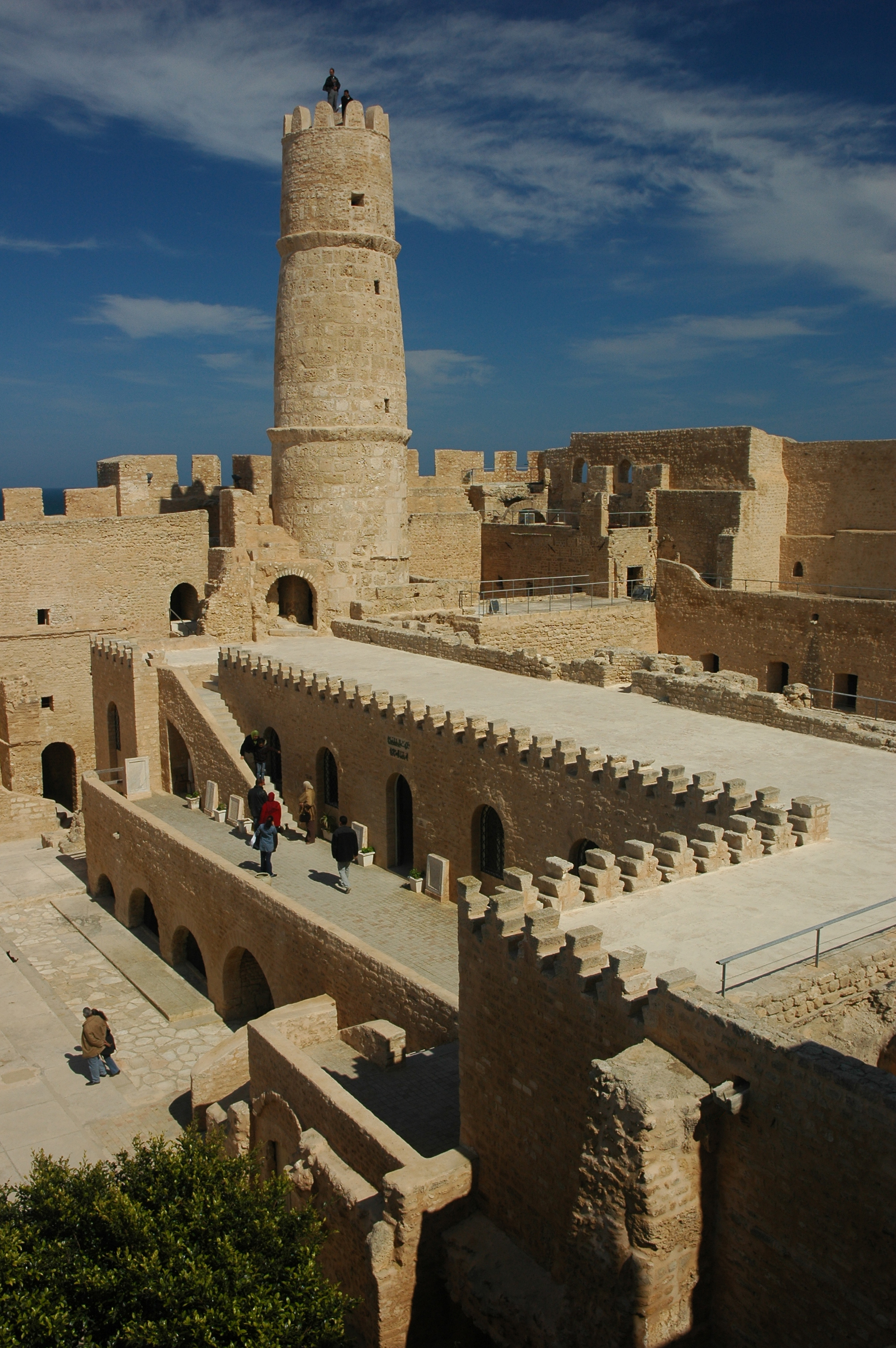
リバート
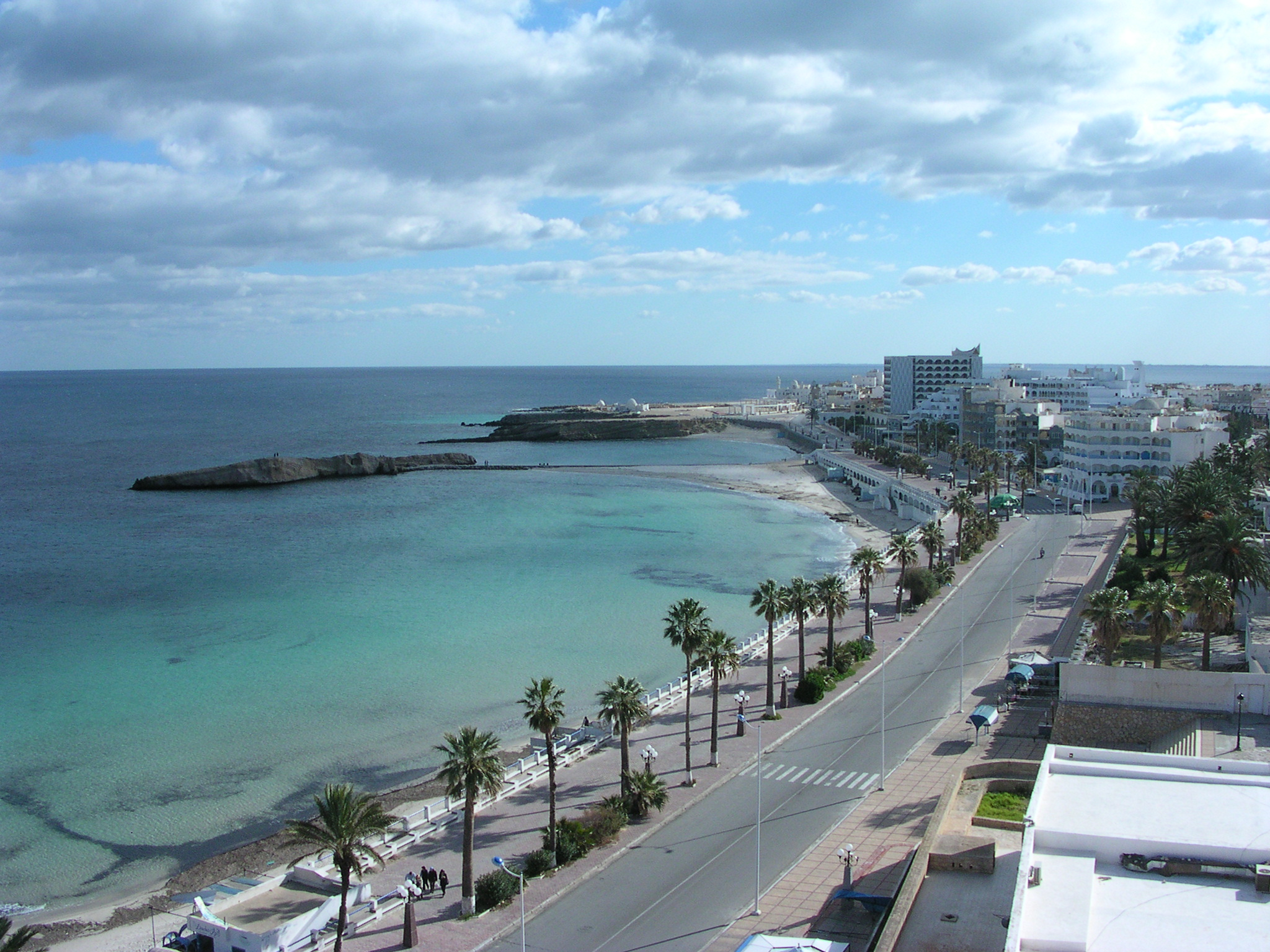
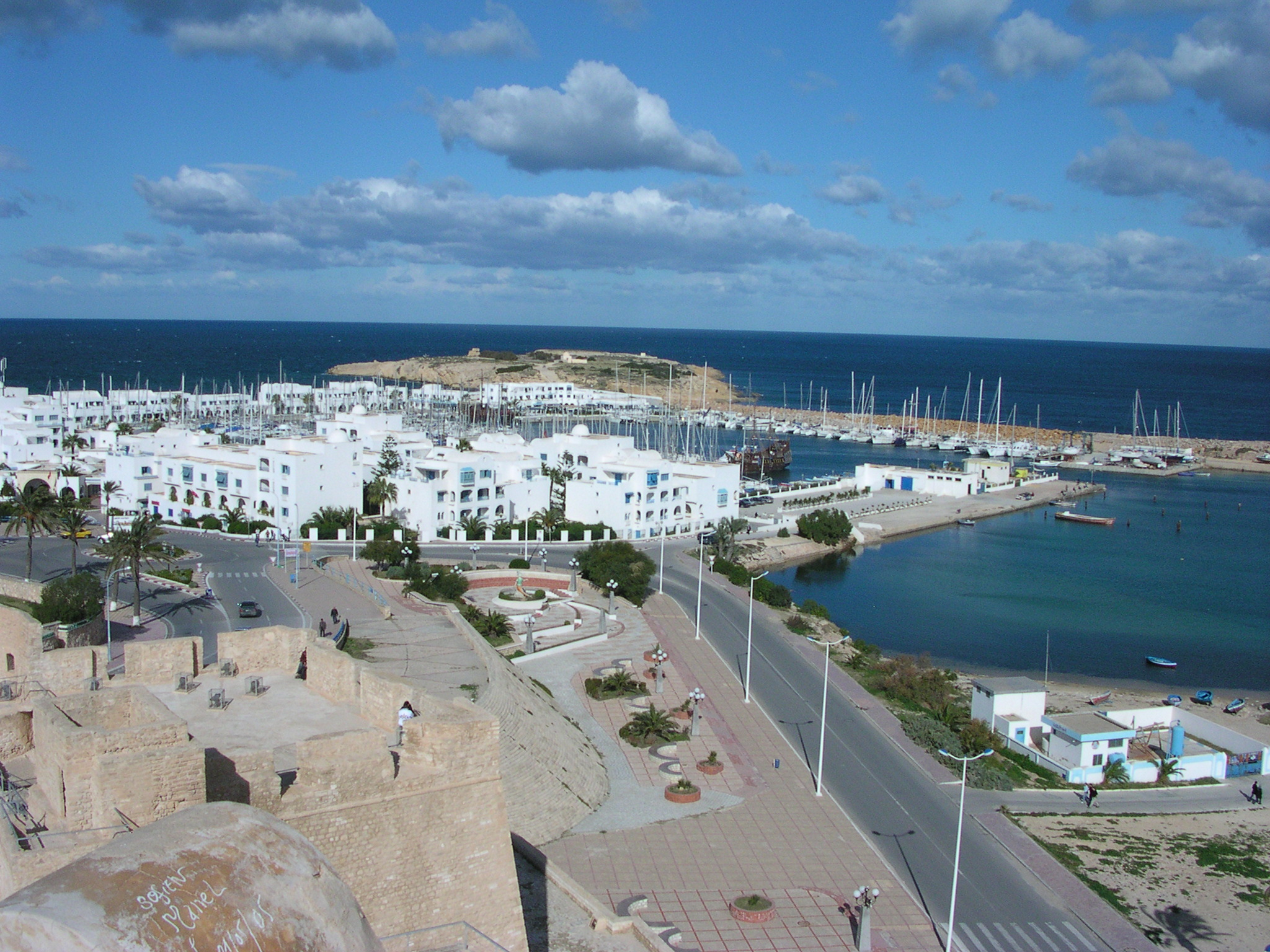
モナスティルの港